# Luis Eduardo Luna
Luis Eduardo Luna é antropólogo e um pesquisador notável por conta dos seus trabalhos sobre o enteógeno ayahuasca. 

## Biografia
Luna nasceu em 1947, em Florencia, Colômbia . Ele obteve seu doutorado em 1989 pelo Instituto de Religião Comparada da Universidade de Estocolmo, bem como um doutorado honorário em 2000 pela Universidade de Saint Lawrence, Nova Iorque. Ele foi professor de Antropologia da Universidade Federal de Santa Catarina (1994-1998).Também foi professor de idiomas na Escola de Economia Hanken em Helsinque, Finlândia, local onde se aposentou.

## Pesquisa
Luna é reconhecido por suas pesquisas sobre a ayahuasca. Sua pesquisa se concentrou no uso indígena tradicional, bem como nas novas igrejas sincréticas da ayahuasca, como o Santo Daime e a União do Vegetal . Ele é o diretor do Wasiwaska, Centro de Pesquisa para o Estudo de Plantas Psicointegradoras, Artes Visionárias e Consciência, localizado no Brasil. Além disso, realizou estudos sobre os aspectos neurológicos da ayahuasca no sistema nervoso central.

## Obras
- Vegetalismo: Shamanism among the mestizo population of Peruvian Amazon. Estocolmo, Almquist and Wiksell International, 1986, ISBN 91-22-00819-5.
- Ayahuasca Visions: The Religious Iconography of a Peruvian Shaman com Pablo Amaringo, 1991, ISBN 1-55643-064-7.